# 安德烈娅·埃里希-米切利希
安德烈娅·埃里希-米切利希（德語：Andrea Ehrig-Mitscherlich，1960年12月1日—），德国女子速度滑冰运动员。她曾代表东德在冬季奥运会速度滑冰比赛中获得1枚金牌、5枚银牌和1枚铜牌。